# 蒙罗克
蒙罗克（法語：Mont-Roc，法語發音：[mɔ̃ ʁɔk]）是法国奧克西塔尼大區塔恩省的一个市镇，属于卡斯特尔区。

## 地理
蒙罗克（43°48'8"N, 2°22'9"E）面积14.18 平方千米，位于法国奧克西塔尼大區塔恩省，该省份为法国南部内陆省份，北起顺时针与阿韦龙省、埃罗省、奥德省、上加龙省和塔恩-加龙省接壤。
与蒙罗克接壤的市镇（或旧市镇、城区）包括：泰耶、阿里法、赖萨克、泰尔德邦卡列。

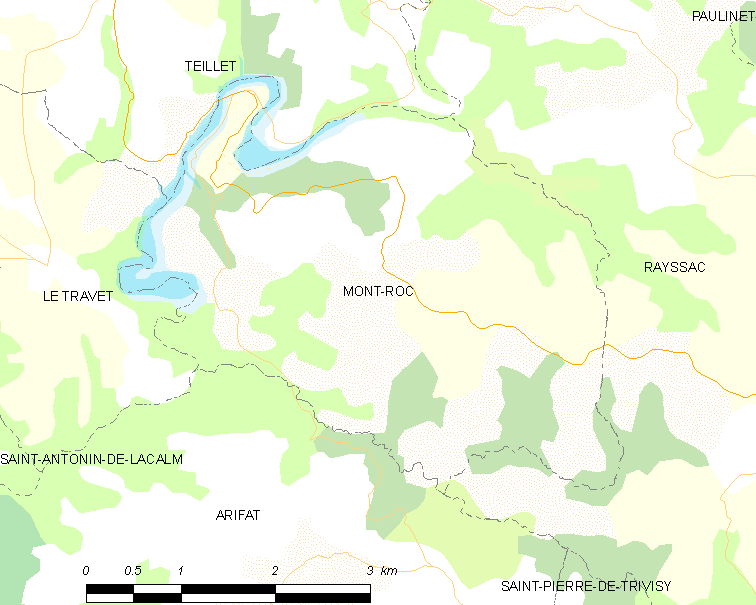
蒙罗克的OSM定位图

蒙罗克的时区为UTC+01:00、UTC+02:00（夏令时）。

## 行政
蒙罗克的邮政编码为81120，INSEE市镇编码为81183。

## 政治
蒙罗克所属的省级选区为上达杜县。

## 人口

1962-2008年间蒙罗克人口变化图示

蒙罗克于2022年1月1日时的人口数量为192人。